# 让·巴尔号战列舰 (1911年)
让·巴尔号战列舰（法語：Jean Bart）是孤拔级战列舰的二號艦，同時是法國海軍第一批建造的無畏艦之一。本艦作為1910年海軍建造計劃的一部分，於1910年11月15日在布雷斯特兵工廠鋪設，並在第一次世界大戰前建造完工，艦名則來源自法國私掠船長讓·巴爾。一次大戰期間，让·巴尔号幾乎在地中海海域執行任務，在安提瓦里海戰時與孤拔號合力擊沉奧匈帝國海軍澤塔號防護巡洋艦，接著在1914年間持續向蒙特內哥羅陸軍提供砲火支援。然而在1914年12月21日時，本艦遭到奧匈帝國海軍U-12號潛艇伏擊而受損。此次受創有3間艙室進水，不過本艦仍能夠獨自駛往馬爾他進行大修。經過3個半月的修理期後，本艦重回前線並與英法聯軍艦隊維持奧特朗托封鎖線，將奧匈帝國海軍封鎖在亞得里亞海內，並在這段時期曾短暫地擔任過旗艦一職。
一次世界大戰後，让·巴尔号先是與法兰西号一同執行占领君士坦丁堡任務，然後於1919年一同前往黑海支援協約國阻止布爾什維克起義，但由於艦上的官兵厭戰情緒高漲而與法兰西号上的船員聯手嘩變，迫使本艦於1919年中期返回法國本土。在1920年代期間，让·巴尔号經歷過2次現代化改裝，但因艦體狀況較差，法國海軍於1930年代取消本艦的第3次改裝計畫。在此之後，让·巴尔号於1934年改為訓練艦，然後又轉為廢船，並於1935年至1936年間在土倫解除武裝當作宿舍船使用。1936年時，本艦更名為海洋號（Océan），原艦名則給予黎胥留級二號艦。法國投降後，本艦轉而投靠維琪法國，並在法國艦隊土倫自沉事件中被德軍繳獲。德國人後來利用本艦測試成形裝藥炸彈性能。在1944年的一次空襲中，本艦被盟軍的空中武力炸沉，其殘骸於1945年打撈拆解。

## 設計

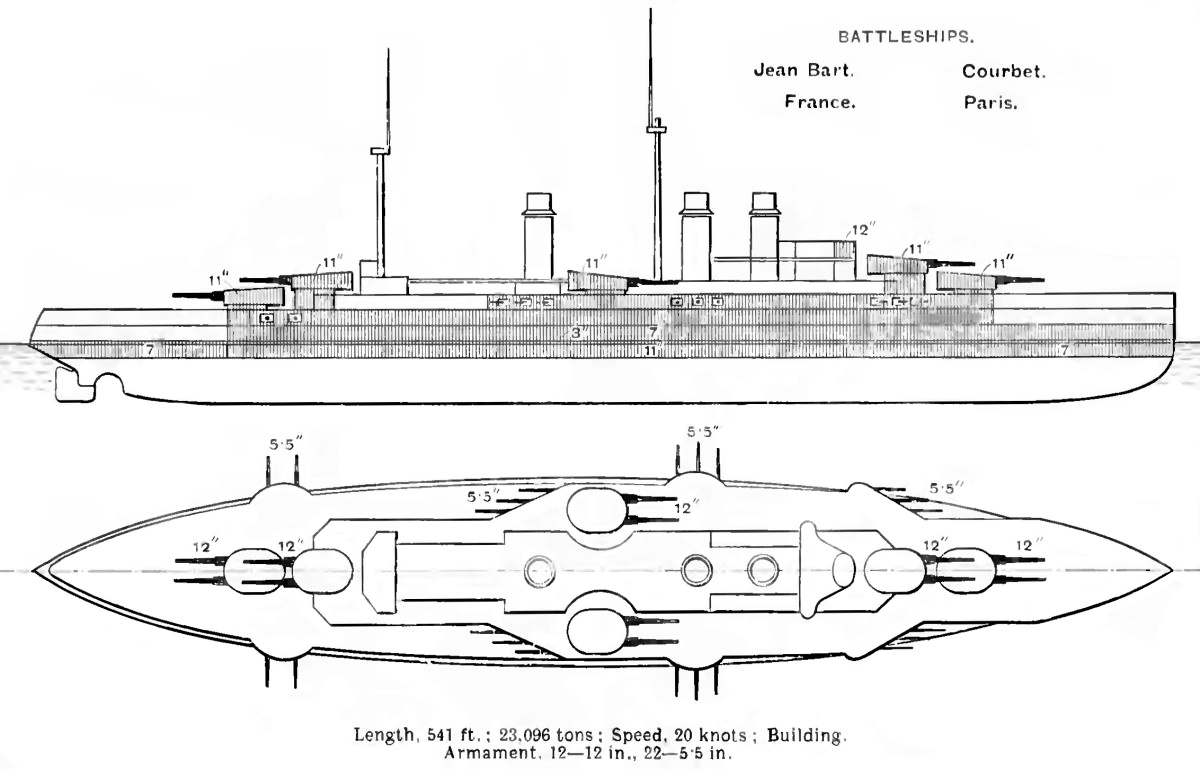
孤拔級描繪圖，出自1912年的布拉希海軍年鑑（Brassey's Naval Annual）。

1909年，法國海軍終於深信採用「全装重型火炮」（All-Big-Gun）設計的英國无畏号战列舰比混合口徑設計的丹东级战列舰還要優越；因此在第二年，新任海軍部長奧古斯汀·布埃·德·拉佩雷爾決定透過參考其中一艘當時外國無畏艦設計方案來為法國海軍建造第一艘無畏艦，並作為1906年海軍計劃的一部分準備推行。孤拔級二號艦讓·巴爾號船體全長166（544英尺7英寸）、舷寬27（88英尺7英寸），最大載運量時船艏吃水深度為9.04（29英尺8英寸），標準排水量為23,475公噸（23,100長噸），滿載排水量為25,579公噸（25,180長噸）。出航執勤時，若是在二等船狀態下可容納1115名乘員，但若是擔任旗艦時則可容納至1187名乘員。動力系統上則授權帕森海洋蒸汽輪機公司製造4組蒸汽渦輪發動機，每組驅動2組傳動軸，並由24台貝爾維爾（Belleville）式水管鍋爐提供蒸汽。這些鍋爐皆為燃煤式，並搭配油噴霧器輔助，四軸驅動推進下輸出為28,000匹軸馬力（20,880千瓦特）。本艦在設計時最高航速預定在21節（39每小時；24英里每小時），艦上出航時可攜帶2,700長噸（2,700公噸）的燃煤與906長噸（921公噸）的油料，讓本艦在10節（12英里每小時；19每小時）下航行時，其巡航半徑可達4,200海里（7,800）。
主要武器上，讓·巴爾號配備12門305（12英寸）45倍徑1910年式火砲在6座雙聯裝砲塔內，其中2座砲塔以背負式佈局方式配置在前甲板與前上層建築，2座砲塔以同樣的方式配置在後甲板與後上層建築，另外在船舯兩側還各配置1座砲塔。其次要武器包括配置在炮廓內的22門138公釐口徑1910年式海軍砲，以及平均分成2組放置在船兩側的4門47（1.9英寸）口徑1902年型火炮，另在船體水線下區域裝有4組450（18英寸）口徑1909年型魚雷管，同時配有12枚魚雷備用；下甲板同時設有倉儲可存放10枚水雷。為防止水面下的攻擊，讓·巴爾號的水線裝甲帶延伸至正常吃水線以下2.4（7英尺10英寸）。水線裝甲帶厚度範圍約在140至250（5.5至9.8英寸）之間，船舯區域裝甲厚度最厚。主砲塔區域由250—360（9.8—14.2英寸）厚度之間的裝甲保護之，炮廓則以160（6.3英寸）厚的裝甲板保護之。弧形裝甲甲板平面厚度為40 mm（1.6英寸），外傾部分為70 mm（2.8英寸）。司令塔正面與側面區域以266（10.5英寸）厚的裝甲保護之；儘管在機艙旁有一縱向並排的艙室，但這些艙室只是用來儲存燃煤或閒置等，並沒有將其改裝成防魚雷艙壁。

## 服役歷程

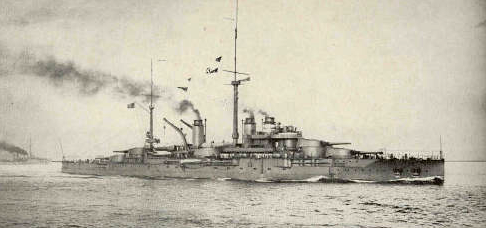
1913年時的讓·巴爾號。

法國海軍於1910年8月11日下訂孤拔級二號艦讓·巴爾號，其艦名來源自法國私掠船長讓·巴爾。本艦的龍骨於1910年11月15日在布雷斯特兵工廠鋪設，並在1911年9月22日首次下水。整體工程於1913年9月2日完工，總造價為60,200,000法郎。1913年9月28日，本艦訪問了私掠船長讓·巴爾的出生地敦克爾克。讓·巴爾號後來於1913年11月19日與首艦孤拔号一同正式服役，兩艦也同時於1913年11月中旬被分派至駐紮於土倫的法國地中海艦隊第1分艦隊第1總隊。1914年6月22日，讓·巴爾號前往布雷斯特與尚未完成海試的法兰西号會合，接著時任法國總統雷蒙·普恩加萊於1914年7月16日搭乘法兰西号出訪俄國首都聖彼得堡，讓·巴爾號伴隨其側，護衛艦隊抵達目的地。在艦隊於1914年7月20日抵達喀琅施塔得前，在航行於波羅的海途中曾遭遇隸屬於德國第1偵察集群的戰鬥巡洋艦。法國艦隊接著於1914年7月25日至26日期間抵達瑞典斯德哥爾摩進行港口訪問，接下來還計劃前去訪問丹麥哥本哈根，但由於奧匈帝國與塞尔维亚王国緊張情勢加劇而取消，最後艦隊於1914年7月29日安全返回敦克爾克。

### 第一次世界大戰期間

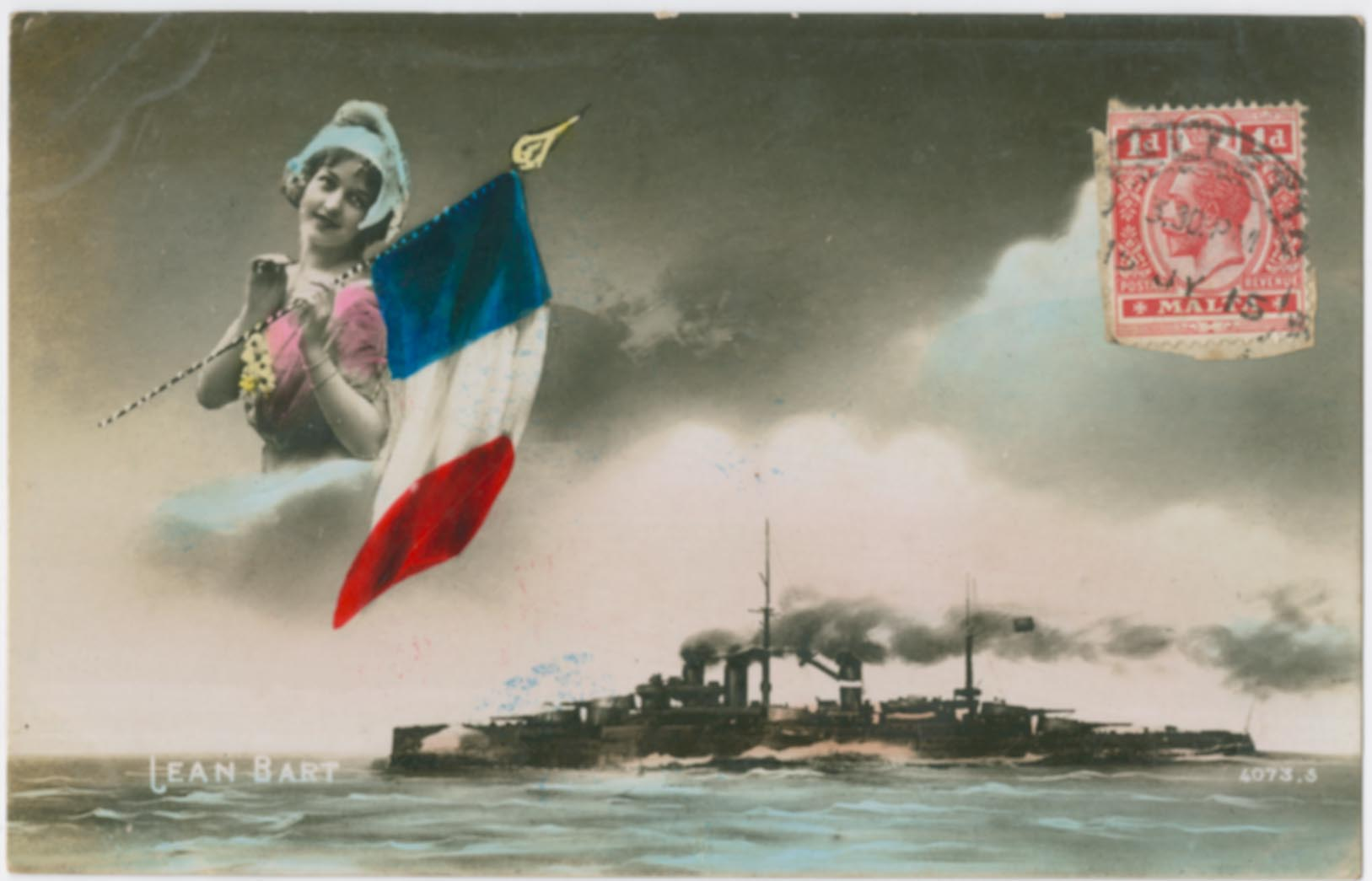
一張於1915年從馬爾他寄出的愛國明信片，明信片上為航行中的讓·巴爾號。

當第一次世界大戰於1914年7月28日爆發數日後，法國於1914年8月2日正式對德國宣戰，此時法國海軍於當天晚上下令將讓·巴爾號與法兰西号從布雷斯特轉調至土倫，然而2艦航行至西班牙瓦倫西亞時，讓·巴爾號上的305（12.0英寸）口徑主砲突然故障，無法繼續執行護航任務，同行的法兰西号才剛建成而沒有攜帶任何彈藥，只得向上請求支援。支援的孤拔号、孔多塞号、韦尼奥号後來於1914年8月6日前來會合，並在3艦的護航下於數日後安全抵達土倫。
之後法國於1914年8月12日對奧匈帝國宣戰，盟軍地中海總指揮官奧古斯丁·布韋·德·拉佩雷爾海軍中將為了阻止奧匈帝國海軍突破亞得里亞海，同時要避免蒙特內哥羅王國的海路被封鎖，因此決定帶領一支艦隊出擊，其作戰目標為奧匈帝國海軍主力艦隊。出擊的法國艦隊先是於1914年8月15日與一支小型英國艦隊會合，接著艦隊一分為二，主力艦群前往義大利奧特朗托，裝甲巡洋艦群則前往阿爾巴尼亞沿岸執行巡邏任務。當2組艦隊剛遠離之前，便於1914年8月16日發現數艘奧匈帝國軍艦，後來確認是正在執行封鎖蒙特內哥羅沿岸任務的澤塔號及烏蘭號，隨後爆發安提瓦里海戰。讓·巴爾號與孤拔号在海戰中合力擊沉澤塔號防護巡洋艦，但卻讓烏蘭號成功逃脫。海戰後第二天，拉佩雷爾將旗艦與艦隊旗幟轉移至本艦上。由於奧匈帝國海軍在安提瓦里海戰後不願再派軍艦前來交戰，法國海軍遂於1914年9月1日派遣讓·巴爾號等艦前往卡塔羅灣砲擊當地的奧軍防禦工事，企圖引誘奧匈帝國艦隊前來對戰，也順便消耗在與澤塔號交戰後已上膛卻未發射的砲彈，但由於奧軍嚴禁任何艦隻出海交戰而未能成功。1914年9月11日，拉佩雷爾將旗艦與艦隊旗幟從本艦轉移到剛抵達前線的巴黎号。接下來的時間裡，拉佩雷爾仍持續帶領艦隊數次出擊亞得里亞海，但都未有戰果，其餘時間則是讓法軍主力艦隊在希臘與義大利之間執行巡邏任務，防止奧匈帝國艦隊突破亞得里亞海。
1914年12月21日，當本艦在薩贊島一帶航行時，被奧匈帝國海軍U-12號潛艇伏擊。一枚魚雷擊中船艏區域儲藏酒的艙室，造成艦體受損破洞，導致3間艙室灌進約400公噸（390長噸）的海水。重創後的讓·巴爾號仍能航行至希臘凯法利尼亚岛進行緊急維修，之後再退回至馬爾他大修，整體維修工程從1914年12月26日至1915年4月3日為止。這起事件顯示潛艦在狹窄水域發動襲擊容易對水面艦造成威脅，迫使盟軍將主力艦隊向南退守至伊奥尼亚海。義大利後來於1915年5月23日對奧匈帝國宣戰，聯軍因此將亞得里亞海的封鎖任務交給義大利海軍，讓法軍艦隊得以向後佈署在馬爾他、比塞大、法屬突尼西亞一帶海域來掩護奧特朗托封鎖線。在接下來的某一時刻，本艦艦上的47（1.9英寸）口徑火砲改以高角度架設，用以當作防空炮使用；在1918年時還加裝75（3英寸）口徑1891G年型火砲，以及由M1897式75mm野战炮改裝而來75（3英寸）口徑1918年型防空炮，來加強艦艇的防空作戰能力。1916年4月27日，法國海軍開始在希臘凯法利尼亚岛阿尔戈斯托利港口當作基地；同時自這個時候起，多艘戰艦上的船員為了反潛戰而被調離至其他艦上，而讓·巴爾號也不例外，導致本艦因人手不足而接下來僅能有限地執行任務。1917年初，法國成功取得希臘科孚島當作前線基地，但因煤炭短缺問題日趨嚴重，嚴重地限制戰艦出海能力。海軍中將加布里埃爾·達里厄曾在1917年對艦隊非常糟糕的情況寫道：
海軍的軍事力量已經因為人力短缺與持續不斷地更換參謀長而受到嚴重影響，必須透過頻繁地演習才能維持能力。儘管從3月到6月間，我們仍能遵循正常的模式運行，但煤炭短缺阻礙了任何演習與炮術訓練，即使是大修後歸隊的軍艦也是如此。與前幾個月相比，大型艦已經失去50％效率。
1918年後，法軍艦隊幾乎停滯不前，只能停留在前線的科孚島進行維護和維修工作等。法國海軍接著於1918年7月1日，將讓·巴爾號、巴黎號、孤拔號一同調派至第1戰鬥分艦隊第2總隊。

### 戰間期

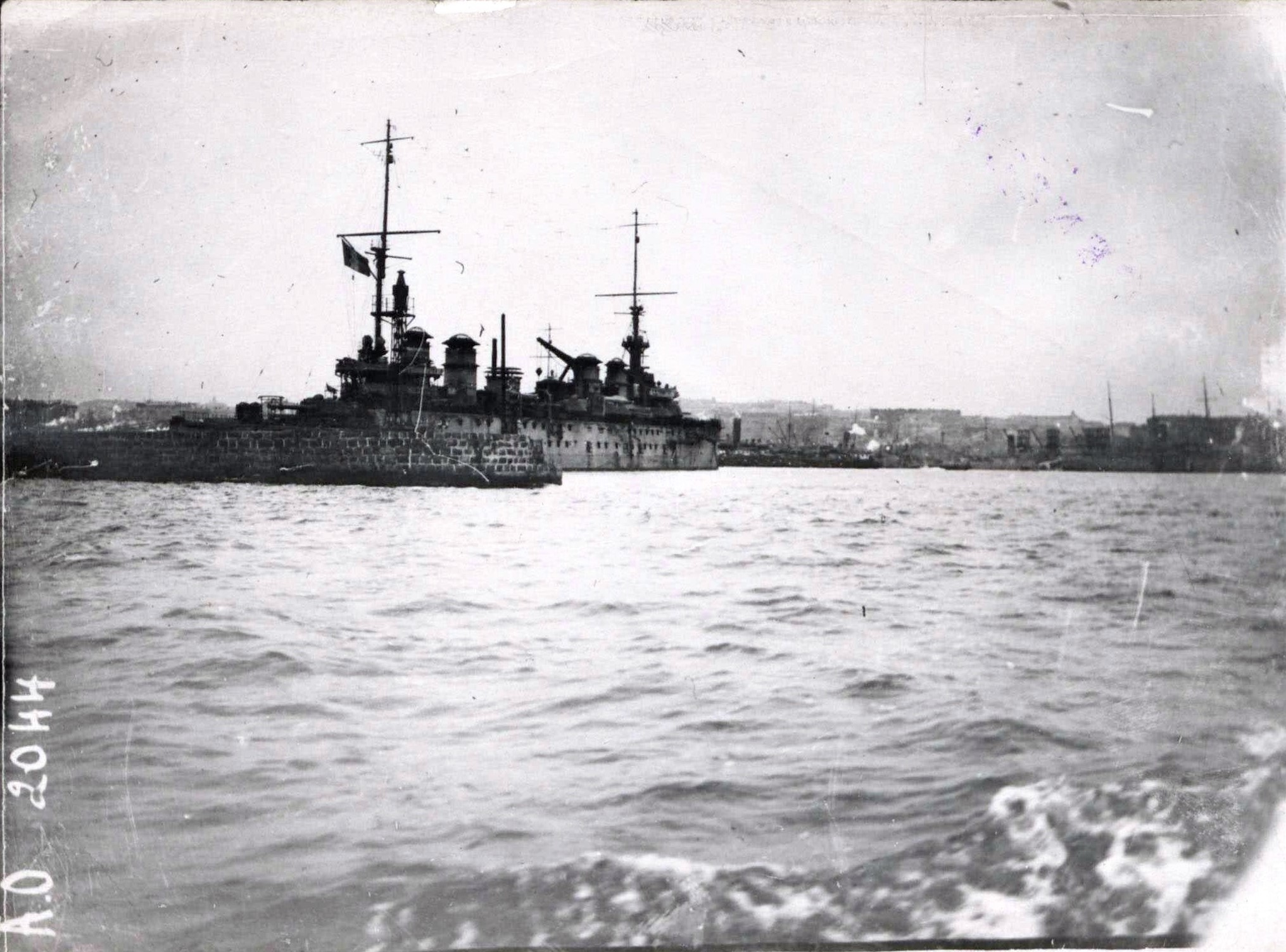
停靠於敖德薩的讓·巴爾號。

在《穆兹罗斯停战协定》於1918年10月30日簽訂後，鄂圖曼帝國正式與協約國陣營停戰；法國海軍接著依照條約，派遣讓·巴爾號等艦協助占领君士坦丁堡。1919年初時，讓·巴爾號轉移到俄國塞凡堡，支援當地阻止布爾什維克起義的法國陸軍。在1919年4月16日砲擊進攻塞凡堡的布爾什維克部隊並迫使其撤退幾天後，本艦與法兰西号上的官兵受到社會主義者與革命同情分子的煽動，加上官兵們厭戰情緒高漲而於1919年4月19日一同嘩變。讓·巴爾號艦長在接下來幾天逐漸恢復艦上的秩序，並調集登陸部隊加強市區巡邏。不過法蘭西號上的官兵仍在叛亂中，因此黑海艦隊總司令讓-弗朗索瓦-查爾斯·阿梅特海軍中將試圖透過獎勵優良紀錄的船員上岸放假等方式來滿足叛亂者的休假要求，避免緊張局勢繼續上升。然而上岸的船員跑去參與親布爾什維克分子的遊行示威，而這場示威又遭到希臘步兵連隊的開火壓制。示威者們試圖逃離現場，但又遇到讓·巴爾號的登陸部隊，登陸部隊後來也向示威群眾開火，使得不少人受傷。整起血腥鎮壓最後約有15人受傷，當中包含6名船員，並有1人後來傷重不治。阿梅特最後下令禁止嘩變船員代表登艦，並同意滿足嘩變群眾讓軍艦返回法國本土等主要要求後，才使整場叛變平息。為此，艦上3名船員被判有期徒刑，但因法國總理雷蒙·普恩加萊與國內的左翼政黨妥協，這3名船員在1922年時獲得減刑。
讓·巴爾號最後於1919年7月1日返回土倫，並改為後備役。法國海軍於1920年2月10日將第1艦隊解散，並改由東地中海分艦隊（法語：Escadre de la Méditerranée orientale）及西地中海分艦隊（法語：Escadre de la Méditerranée occidentale）共同管理地中海防務；所有孤拔級戰艦都被分派至西地中海分艦隊中，其中讓·巴爾號、孤拔號、巴黎號被分派至第1戰鬥總隊，法蘭西號則被分派至第2戰鬥總隊；由海軍中將夏爾·蒂莫泰·路易·沙利耶（Charles Timothée Louis Charlier）共同指揮第1戰鬥總隊及西地中海分艦隊，而這兩個分艦隊又於1921年7月20日合併為地中海分艦隊。1923年6月，讓·巴爾號隨第1戰鬥總隊前往北非沿岸執行巡航任務，隊中的孤拔號卻在此次航行中發生鍋爐艙失火意外。
在1923年10月12日至1925年1月29日期間，讓·巴爾號經歷第一次改裝作業。此次改裝包括更換4台新的迪·湯普勒燃油式鍋爐、前方2座主煙囪相連在一起；主砲最大仰角從12度增至23度，使其最大射程提升至26,000（28,000碼）；艦上的防空火力改為4門75（3.0英寸）口徑1918年型防空炮，其餘皆被被移除，並為這些防空砲配置1.5（4英尺11英寸）及1（3英尺3英寸）長的立體測距儀。另外，船艏裝甲移除以增加適航性；設置一套射控指揮儀，包括一4.57（15英尺0英寸）長測距儀放置於新的三腳前桅上方；1925年10月，艦上加裝一2（6英尺7英寸）長的巴爾和斯特勞德FT型雙像符合測距儀供138（5.4英寸）口徑火炮使用。
1925年中期，讓·巴爾號與孤拔號、巴黎號一同前往大西洋參加海上演習，接著前往圣马洛、瑟堡、以及法國大西洋沿岸等多個港口進行訪問，然後於1925年8月12日返回土倫。本艦接著於1927年8月12日至1927年9月1日之間進行簡易的改裝，並於1928年8月15日從第一線退下來，為預計自1929年8月7日開始的大規模現代化改裝做準備。此次的改裝幅度比前一次來的多，包括將剩餘未汰換的鍋爐全換成迪·湯普勒燃油式鍋爐，並查修艦上所有鍋爐狀態；原本艦上的高壓與中壓直驅式渦輪機全換成齒輪傳動渦輪機。射控系統也進行全面升級，在三腳架桅杆頂部的火控指揮塔（Director-Control Tower，DCT）中安裝聖尚翁-格蘭納特系統（Saint-Chamond-Granat system），並且將除了給主砲使用的巴爾和斯特勞德FT型雙像符合測距儀以外的其他測距儀皆進行更換。4.57（15英尺0英寸）長的巴爾和斯特勞德1912年型雙像符合測距儀與3（9英尺10英寸）長的蔡司體視測距儀皆安裝在火控指揮塔上，用以測量目標與砲彈飛濺間的距離；司令塔上方也安裝一組4.57（15英尺0英寸）長的1912年型測距儀，並與新增在主桅桿旁裝甲罩內的4.57（15英尺0英寸）長測距儀組成雙工系統；一組8.2（26英尺11英寸）長的蔡司測距儀安裝在前甲板B砲塔頂部，用以代替其FT型測距儀，並將FT型測距儀安裝新的射擊導向裝置，同時安裝2組2（6英尺7英寸）長的雙像符合測距儀在航行駕駛台上方，供艦上的次要武器使用；原先1918年型防空炮被改為7門75（3.0英寸）口徑1922年型防空炮，並新增2組長3（9英尺10英寸）的1926年型勒瓦羅斯精密光學高角度測距儀供其使用，其中一組位於司令塔上的雙工系統上方，還有一組位於船艉的上層建築上方。
第二次改裝工程最後於1931年9月29日結束，接著本艦於1931年10月1日再度编入服役，並擔任第2戰鬥總隊旗鑑，由海軍少將讓·加布里埃爾·艾維（Jean Gabriel Hervé）指揮。海軍工程人員後來對讓·巴爾號持續進行機械海試至1932年2月13日為止，接著在1932年4月至5月間前往訪問比塞大、克里特島、埃及、法屬黎巴嫩、科孚島、希臘等港口。海軍少將讓-皮埃爾·艾斯特瓦後來於1932年8月1日接替艾維職務，接著本艦於1932年10月10日至11月24日間於土倫進行改裝，此後本艦在科西嘉島阿雅克肖度過5天。1933上半年，讓·巴爾號隨地中海分艦隊一同進行海上操演，並隨隊前往訪問法屬北非、西班牙馬略卡島、法屬摩洛哥卡萨布兰卡等港口。
1933年8月6日，讓·巴爾號在土倫港內與幸運號驅逐艦發生擦撞意外，造成幸運號的艦艉受損，本艦同時被迫於1933年8月8日至1933年8月15日間進行維修。1934年4月20日至1934年6月29日期間，本艦隨地中海分艦隊參與例行性演習及港口訪問等任務。法國海軍後來於1934年8月1日將第2戰鬥總隊解散，而讓·巴爾號之後也短暫地擔任分艦隊旗艦。1934年11月1日，法國海軍將讓·巴爾號調至訓練總隊，用以訓練鍋爐工與信號員。1935年6月15日，讓·巴爾號進行最後一次海上航行作業。由於本艦的艦體狀況較差，因而沒有像其他同型艦一樣經歷第三次改裝作業。法國海軍接著於1935年8月15日將讓·巴爾號改為廢船，並提供給土倫海軍學院當宿舍船用。為了騰出艦名供黎胥留級二號艦使用，本艦於1937年1月1日更名為海洋號（Océan）。

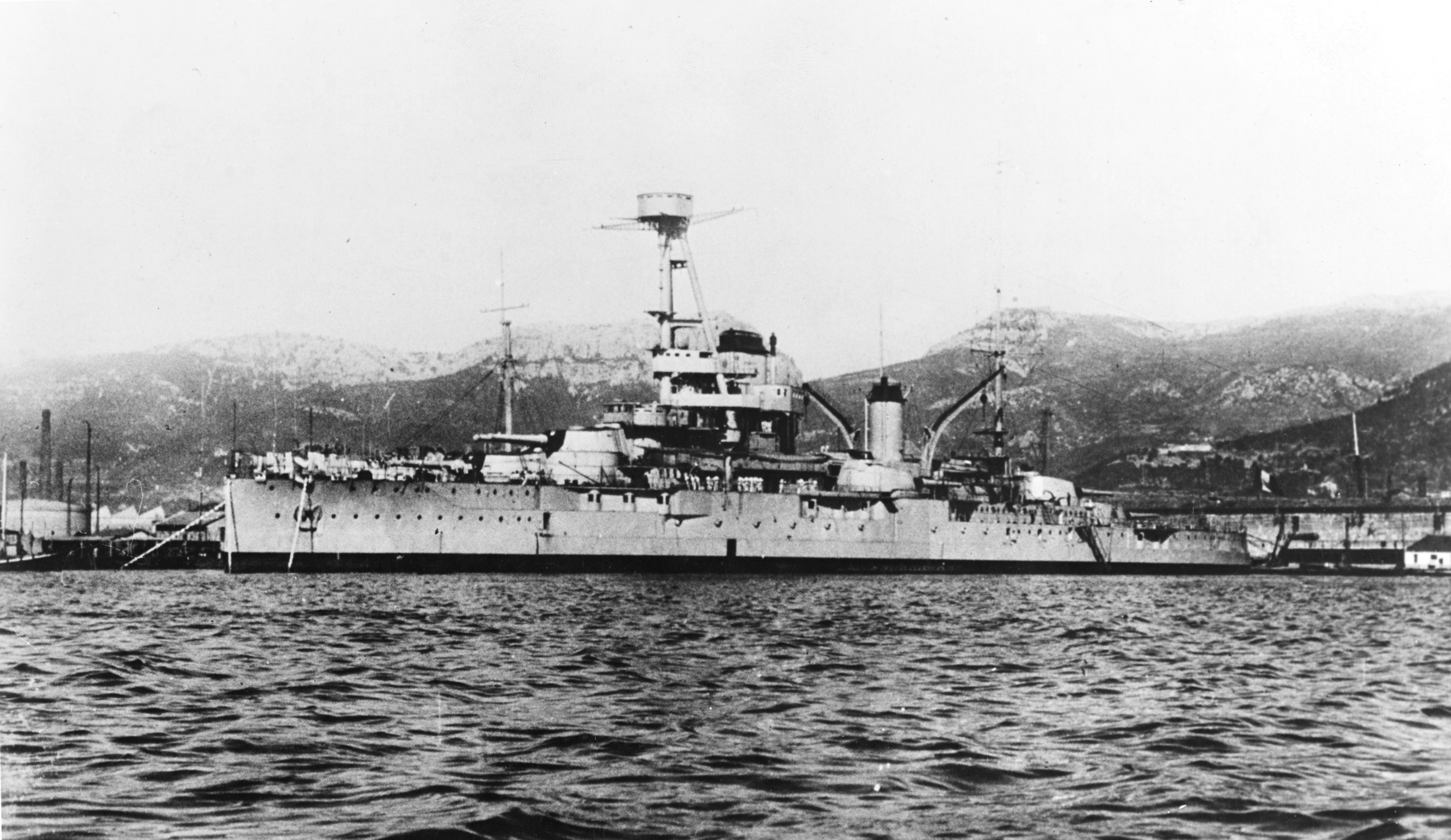
1939年時的讓·巴爾號，此時本艦已更名為海洋號。

### 第二次世界大戰期間
儘管二次世界大戰於1939年爆發，但本艦性能較差，因而持續擔任訓練艦。當法國投降後，本艦轉而投靠維琪法國，並駐紮在土倫。1942年11月27日，在法國海軍準備鑿沉全艦隊中，本艦被德軍繳獲。德國人利用本艦測試成形裝藥彈頭的性能，以便之後能用在槲寄生式混合結構飛機開發上；在進行測試時，工作人員將8,000英磅（3,600）重的彈頭放置於主砲塔的前方，最靠近彈頭的砲塔用100（3.9英寸）厚的鋼板加固，接著讓成形裝藥以高速形式發射出去，結果貫穿了附加在上的鋼板、300（11.8英寸）厚的主砲塔正面裝甲、360（14.2英寸）厚的主砲塔背面裝甲、以及後甲板主砲塔的正背面，最後停留在上層建築內，總貫穿深度達28（92英尺）。最終本艦在1944年時被盟軍的一次空襲中擊沉，其殘骸至1945年12月14日才打撈上岸並拆解。

## 延伸閱讀
- Dumas, Robert; Guiglini, Jean. . Grenoble, France: Editions de 4 Seigneurs. 1980. OCLC 7836734 （法语）.
- Gardiner, Robert; Chesneau, Roger (编). . Annapolis, Maryland: Naval Institute Press. 1980. ISBN 0-87021-913-8 （英语）.
- Jordan, John; Dumas, Robert. . Annapolis, Maryland: Naval Institute Press. 2009. ISBN 978-1-59114-416-8 （英语）.

## 外部連結
- . Battleship-cruisers.co.uk.   [2018-01-30]. （原始内容存档于2017-10-22） （英语）.